# Theodor Dannecker
Theodor Dannecker (Tubinga, 27 de marzo de 1913 - Bad Tölz, 10 de diciembre de 1945) fue un Hauptsturmführer (capitán) de las SS, que fue representante de Adolf Eichmann en París durante la ocupación alemana de Francia a raíz de la Segunda Guerra Mundial. Por otra parte, desempeñó un importante papel en el exterminio de los judíos de los Balcanes y la Europa Central.

## Actividades anteriores a la guerra
Tras asistir a una escuela de comercio, Dannecker trabajó en el sector textil antes de hacerse miembro en 1932 del Partido Nacionalsocialista Alemán de los Trabajadores (el Partido Nazi) y de las "SS". En 1934, formaba parte de la "SS-Verfügungstruppe" (una unidad especial paramilitar de las SS), y un año más tarde, en 1935, era miembro del Sicherheitsdienst (SD), el servicio de espionaje y contraespionaje del Partido Nazi. En marzo de 1937, Dannecker fue ascendido en el seno del partido, pasando a ocuparse del Servicio encargado de los judíos en el Cuartel General del SD.

## Segunda Guerra Mundial

### En la Francia ocupada
Entre agosto de 1940 y julio de 1942, Dannecker se hallaba a cargo del servicio de información nazi en las oficinas de la SD en París. Allí se convirtió en jefe de la Sección IVB4 de la Gestapo, encargada de lo que los nazis denominaban la «cuestión judía». Escribió un informe acerca de «El tratamiento de la cuestión judía en Francia», con fecha de 1 de julio de 1941, el llamado «Informe Dannecker», en el que puede leerse:
«En noviembre de 1940, un colaborador de nuestra sección de asuntos judíos fue enviado a la Prefectura de Policía de París en calidad de representante permanente de la sección. Como consecuencia de nuestra presión, un fichero judío completo y constantemente actualizado se ha constituído en el plazo más breve posible (se trata del Fichero Tulard). Este fichero se subdivide en un fichero simplemente alfabético, con los judíos de nacionalidad francesa y extranjera teniendo, respectivamente, fichas de colores diferentes, así como fichas profesionales por nacionalidad y por calle. Esta sección de la Prefectura ha desarrollado en los tres últimos meses la siguiente actividad:
- 61 investigaciones sobre ciudadanos franceses;
- 45 investigaciones sobre judíos;
- 28 investigaciones sobre judíos franceses;
- 10 investigaciones sobre judíos extranjeros;
- 42 interrogatorios;
- 46 arrestos e internamientos;
- 102 investigaciones sobre participaciones judías en empresas comerciales;
- 68 investigaciones sobre declaraciones de judíos.»

El Informe Dannecker aporta, pues, una prueba suplementaria de la rapidez de la Policía de la Francia de Vichy en obedecer las órdenes de los ocupantes de la Alemania nazi, yendo mucho más allá de lo establecido en el artículo 3 de los Pactos del Armisticio del 22 de junio de 1940.
Posteriormente, en los primeros meses de 1942, Dannecker fue el principal organizador de la llamada Redada del Vélodrome d'Hiver.

### En los Balcanes
Debido a los abusos (incluso para los parámetros nazis) cometidos en el desempeño de sus cargos en Francia, Dannecker fue llamado en agosto de 1942 a Berlín. Sin embargo, desde enero de 1943 Dannecker desempeñó un papel de primera fila en la puesta en práctica de lo que los nazis denominaban la "Solución final de la cuestión judía". De este modo, entre enero y septiembre de 1943 fue el responsable de la deportación a los campos de exterminio nazis de los judíos de Bulgaria (véase Bulgaria durante la Segunda Guerra Mundial); entre septiembre de 1943 y enero de 1944 de la de los judíos de Italia; y en el primer semestre de 1944 de la de los judíos de Hungría.

## La posguerra
En diciembre de 1945 Dannecker fue arrestado por tropas estadounidenses, siendo internado en la prisión de Bad Tölz, donde se suicidó el 10 de diciembre de 1945. En 1950, fue condenado a muerte en contumacia por los tribunales franceses por sus actividades en la Francia ocupada.
Theodor Dannecker se convirtió, al lado de Adolf Eichmann, en un «experto en la cuestión judía», siendo de hecho uno de los principales responsables del exterminio de los judíos en Europa.